# Sher Bahadur Deuba
Sher Bahadur Deuba (en nepalí: शेरबहादुर देउवा; Ashigram, 13 de junio de 1946) es un político nepalí. Se ha desempeñado como primer ministro de Nepal en 5 ocasiones, de 1995 a 1997, de 2001 a 2002, de 2004 a 2005, de 2017 a 2018 y desde 2021 a 2022. Desde 2016 es el presidente del partido político Congreso Nepalí. 
En 1991, fue elegido miembro de la Cámara de Representantes de Nepal y se desempeñó como ministro del Interior en el gabinete dirigido por Girija Prasad Koirala. Este gabinete se disolvió y Deuba se convirtió en primer ministro después de que Man Mohan Adhikari tratara de disolver el parlamento nuevamente en 1995. Su segundo mandato comenzó en julio de 2001 tras la renuncia de Girija Prasad Koirala. El rey Gyanendra destituyó a Deuba en octubre de 2002. Más tarde fue restaurado en el cargo el 4 de junio de 2004. Fue destituido nuevamente de su cargo el 1 de febrero de 2005 y detenido por cargos de corrupción tras un golpe de Estado y fue puesto en libertad el 13 de febrero de 2006.
En agosto de 2016, Deuba y Pushpa Kamal Dahal acordaron formar un gobierno rotatorio liderado por el Partido Comunista Unificado de Nepal (Maoísta) y el Congreso Nepalí durante nueve meses cada uno. Prestó juramento como primer ministro para un cuarto mandato el 7 de junio de 2017. El 12 de julio de 2021, la Corte Suprema ordenó el nombramiento de Deuba como primer ministro dentro de 28 horas, y al día siguiente fue designado por la presidenta Bidhya Devi Bhandari como primer ministro.

## Primeros años
Deuba nació el 13 de junio de 1946 en Ashigram, una aldea en el distrito de Dadeldhura, una de las zonas más remotas del oeste de Nepal. Estudió en la Escuela Primaría de Ashigram y posteriormente en la Escuela Secundaría Superior Mahendra y en la Escuela Secundaría Superior Sitaram en Doti. Tras completar su SLC, fue admitido en el Colegia Tri-Chandra de Katmandú.
Se registró en la Escuela de Economía de Londres (LSE) en 1989, bajo la categoría de "tarifa de investigación" que le dio acceso a la biblioteca de la LSE y tener un profesor asignado para orientación general, pero no para tomar clases. Su maestro fue Fred Halliday y fue asignado para completar algunos trabajos sobre las democracias parlamentarias, sin embargo, Deuba nunca publicó ningún trabajo en la LSE. Dejó la escuela en 1990.

## Carrera política

### Inicios y primer mandato
Deuba comenzó su carrera política como estudiante y junto a otros fundó la Unión de Estudiantes de Nepal, un ala política estudiantil del Congreso Nepalí. De 1971 a 1980, se desempeñó como presidente de dicha ala estudiantil. Durante las décadas de 1960 y 1970, Deuba fue encarcelado de forma intermitente durante nueve años por trabajar contra el sistema Panchayat.
Fue un activista impulsor de la revolución nepalesa de 1990 que provocó la caída del sistema Panchayat y marcó el comienzo de la democracia multipartidista. En las elecciones parlamentarias de 1991 fue elegido miembro de la Cámara de Representantes de Nepal por el distrito de Dadeldhura y se desempeñó como ministro del Interior en el gabinete dirigido por Girija Prasad Koirala. Después de que Koirala disolviera el parlamento y su gobierno fuera derrotado en las elecciones parlamentarias de 1994, Deuba fue elegido como líder parlamentario del partido Congreso Nepalí.
Después de que Man Mohan Adhikari intentara disolver el parlamento en 1995, lo que fue calificado como inconstitucional por la Corte Suprema, Deuba fue nombrado primer ministro y lideró una coalición con el Partido Nacional Democrático. En 1996 firmó el Tratado de Mahakali con el Gobierno de la India sobre el desarrollo de la cuenca del río Mahakali. Su administración, durante la cual ocurrió el comienzo de la insurgencia maoísta, cayó en marzo de 1997 y fue sucedido por Lokendra Bahadur Chand, quien dirigió un gobierno de coalición minoritario.

### Segundo mandato
Tras la renuncia de Girija Prasad Koirala como primer ministro, Deuba derrotó a Sushil Koirala para convertirse en líder parlamentario del Congreso Nepalí y fue nombrado como primer ministro por segunda vez el 26 de julio de 2001. Se convirtió en primer ministro poco después de la masacre real y durante el apogeo de la insurgencia maoísta, y pronto anunció un alto el fuego con el Partido Comunista de Nepal (Maoísta). En agosto de 2001, inició las conversaciones de paz con los maoístas, pero después de que los maoístas se retiraron de las conversaciones y atacaran al ejército en noviembre de 2001, Deuba declaró el estado de emergencia y el PCN(m) fue incluida como una organización terrorista.
A principios de 2002, Deuba solicitó la disolución del parlamento para poder celebrar nuevas elecciones. Ese mismo año, fundó el partido Congreso Nepalí (Demócrata), tras ser expulsado por el Congreso Nepalí por pasar por alto las instrucciones del comité central del partido de no renovar el estado de emergencia. En octubre de 2002 el rey Gyanendra lo destituyó a él y a su gabinete por incompetencia después de que buscó aplazar las elecciones y fue reemplazado por un nuevo gobierno encabezado por Lokendra Bahadur Chand.

### Tercer mandato

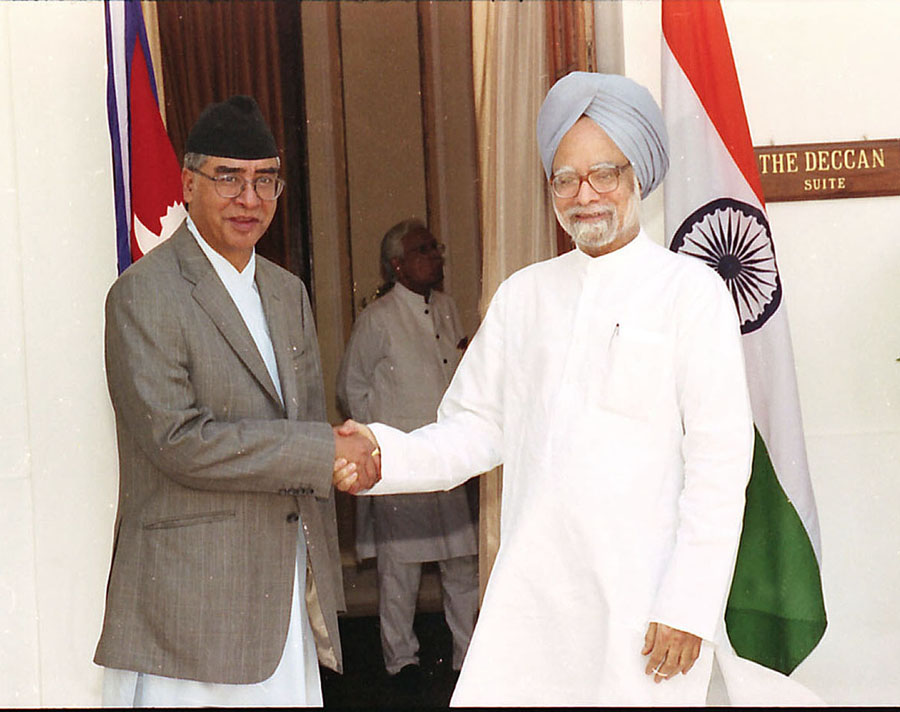
Sher Bahadur Deuba junto con Manmohan Singh en 2004.

Después de otros dos gobiernos en tan solo dos años, Deuba fue reinstaldo como primer ministro por el rey Gyanendra el 4 de junio de 2004. Un año después, tras el golpe de Estado de 2005 dirigido por el rey, quien suspendió la constitución y asumió la autoridad directa, Deuba y los miembros de su gabinete fueron puestos bajo arresto domiciliario. En julio de 2005, fue condenado a dos años de prisión por cargos de corrupción, pero posteriormente fue puesto en libertad el 13 de febrero de 2006 después de que el organismo anticorrupción que lo condenó fuera ilegalizado. En septiembre de 2007, Deuba disolvió al partido Congreso Nepalí (Demócrata) y se reincorporó al Congreso Nepalí.

### Elecciones a la Asamblea Constituyente
En las elecciones a la Asamblea Constituyente realizadas el 10 de abril de 2008, el Congreso Nepalí nominó a Deuba como su candidato para los distritos de Dadeldhura y Kanchanpur. Ganó en ambos distritos y renunció a su escaño en Kanchanpur, donde fue reemplazado por Harish Thakulla del Partido Comunista Unificado de Nepal (maoísta), a quien derrotó en las elecciones generales, después de unas elecciones parciales.
En la posterior votación para escoger a un nuevo primer ministro, que se celebró en la Asamblea Constituyente el 15 de agosto de 2008, Deuba fue nominado como candidato del Congreso Nepalí, pero fue derrotado por Pushpa Kamal Dahal de la PCUN(m). Deuba recibió 113 votos, mientras que Dahal recibió 464.
En 2009, después de la caída del gobierno liderado por Dahal y la mala salud del presidente del partido Girija Prasad Koirala, Deuba presentó su candidatura para convertirse en el líder parlamentario del Congreso Nepalí en un intento por convertirse en primer ministro nuevamente, pero fue derrotado por Ram Chandra Poudel.

### Cuarto mandato

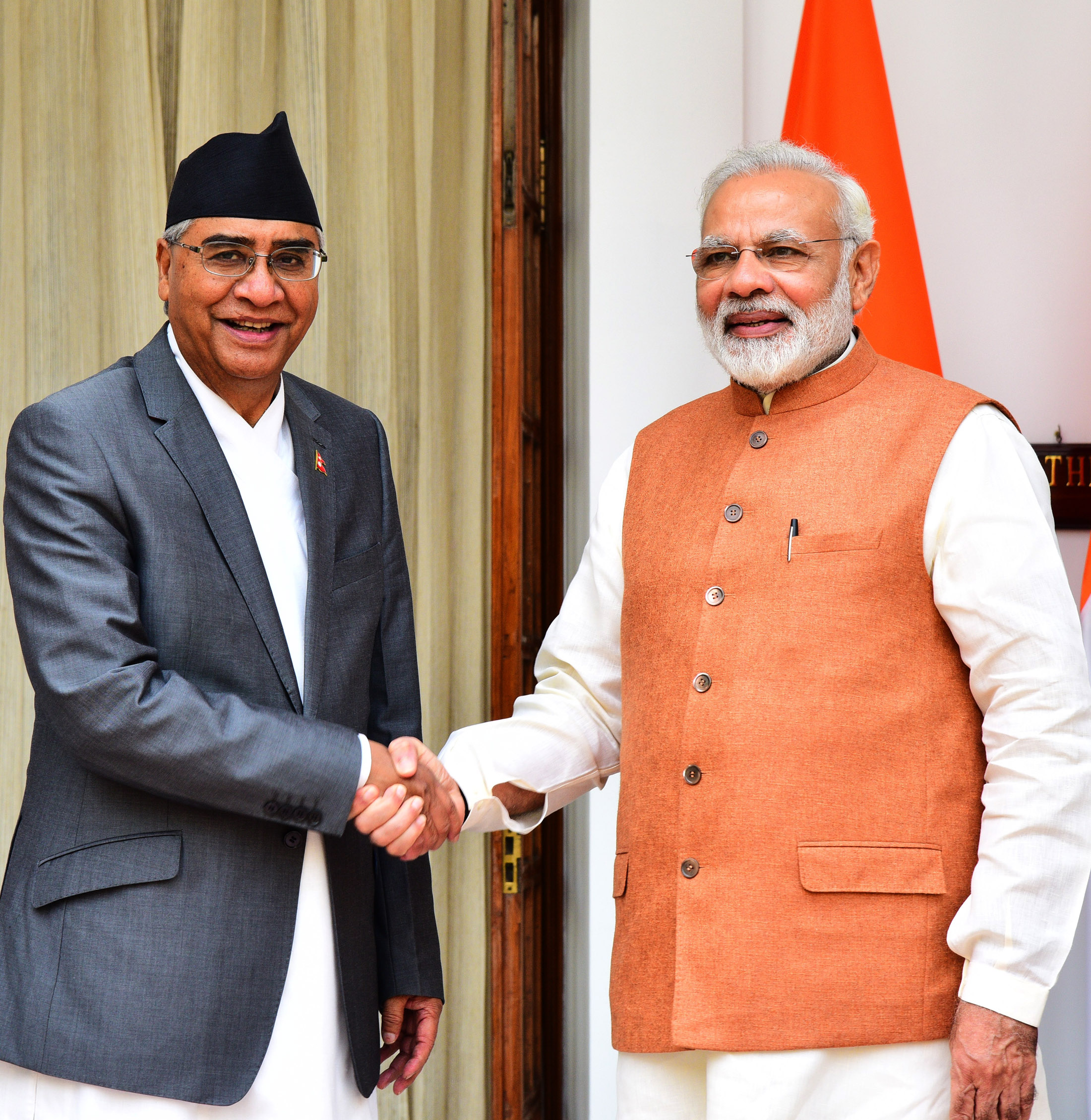
Sher Bahadur Deuba junto con Narendra Modi en 2017.

Tras la muerte de Sushil Koirala, Deuba fue elegido presidente del Congreso Nepalí en la decimotercera convención general del partido derrotando a su rival y presidente interino del partido Ram Chandra Poudel, recibiendo casi el 60% de los votos emitidos.
En agosto de 2016, Deuba llegó a un acuerdo con Pushpa Kamal Dahal para liderar un gobierno rotatorio liderado por el PCUN(m) y el Congreso Nepalí durante nueve meses cada uno antes de las elecciones generales a finales de 2017. Según el acuerdo, Deuba prestó juramento como primer ministro para un cuarto mandato el 7 de junio de 2017. El 17 de octubre de 2017, todos los ministros del PCUN(m)  abandonaron el gabinete tras formar una alianza electoral con el Partido Comunista de Nepal (Marxista-Leninista Unificado) en preparación para las elecciones parlamentarias y revocó el apoyo al gobierno de Deuba. Renunció el 15 de febrero de 2018, y Khadga Prasad Oli, líder del PCN(MLU), el partido más grande en las elecciones de 2017, se convirtió en primer ministro.

### Quinto mandato

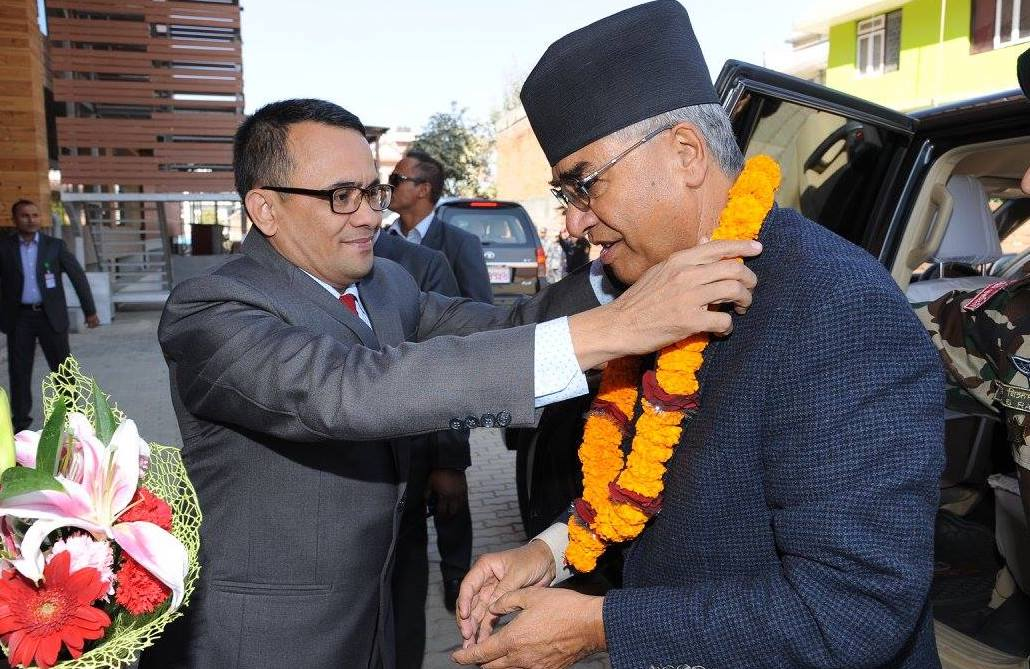
Deuba llegando a Singha Durbar después de ser nombrado como primer ministro el 13 de julio de 2021.

El 21 de mayo de 2021, después de que el primer ministro Khadga Prasad Oli perdiera una moción de censura en la Cámara de Representantes, la alianza de oposición formada por el Congreso Nepalí, el Partido Comunista de Nepal (Maoísta), la facción de Madhav Kumar Nepal del Partido Comunista de Nepal (Marxista-Leninista Unificado) y la facción de Upendra Yadav del Partido Socialista Popular, Nepal solicitaron a la presidenta Bidhya Devi Bhandari que designara a Deuba como primer ministro, según el artículo 76 (5) de la Constitución de Nepal presentando las firmas de los miembros mayoritarios de la Cámara de Representantes para apoyar el reclamo de un nuevo gobierno. La presidenta negó la petición, argumentando que ni Deuba ni Oli podrían ser nombrados primer ministro después de que Oli también afirmó ser reelegido como primer ministro. La presidenta también disolvió la cámara baja por segunda vez en cinco meses y convocó nuevas elecciones a finales de noviembre.
El 12 de julio, se formó la rama constitucional de la Corte Suprema para conocer los decretos judiciales contra la disolución de la Cámara de Representantes interpuestos por la alianza opositora; la Corte Suprema declaró que la decisión de la presidenta Bhandari de disolver la Cámara de Representantes por recomendación del primer ministro Oli era ilegal y ordenó el nombramiento de Deuba como primer ministro en un plazo de 28 horas, legitimando su reclamación anterior.
La presidenta Bhandari nombró a Deuba como primer ministro de conformidad con el artículo 76 (5) de la Constitución de Nepal, y prestó juramento para un quinto mandato el 13 de julio de 2021. Ganó el voto de confianza de la Cámara de Representantes el 18 de julio de 2021, recibiendo 165 votos a su favor y 83 en contra. Esto garantiza que su gobierno permanecerá en el cargo durante al menos un año y medio.
Deuba fue elegido por segunda vez presidente del Congreso Nepalí. Deuba fue incapaz de ganar en la primera ronda puesto que no había asegurado el 51% de los votos, como lo requiere la constitución del partido. La candidatura de Bimalendra Nidhi, el vicepresidente del partido, le impidió ganar la votación en la primera ronda. En la segunda vuelta, consiguió el 60% de los votos, recibiendo apoyo de Prakash Man Singh y Bimalendra Nidhi.

## Vida personal
Está casado con Arzu Rana Deuba y tiene un hijo llamado Jaiveer Singh Deuba. En noviembre de 2016, la Universidad Jawaharlal Nehru en India le confirió un doctorado honoris causa.